# Pilemia maculifera
Pilemia maculifera är en skalbaggsart som först beskrevs av Holzschuh 1984.  Pilemia maculifera ingår i släktet Pilemia och familjen långhorningar. Inga underarter finns listade i Catalogue of Life.